# WASP-13
WASP-13 (Gloas) je hvězda v souhvězdí Rysa mající přibližně stejnou metalicitu a hmotnost jako Slunce, i když je teplejší a pravděpodobně rovněž starší. Podle databáze SIMBAD byla prvně pozorována v roce 1997, kdy ji zaměřil dalekohled SuperWASP poté, co hvězdu od roku 2006 pozoroval jedním ze svých dalekohledů SuperWASP. Následná sledování hvězdy vedla v roce 2008 k objevu planety Cruinlagh, když článek o jejím objevení vyšel v roce 2009.

## Historie pozorování

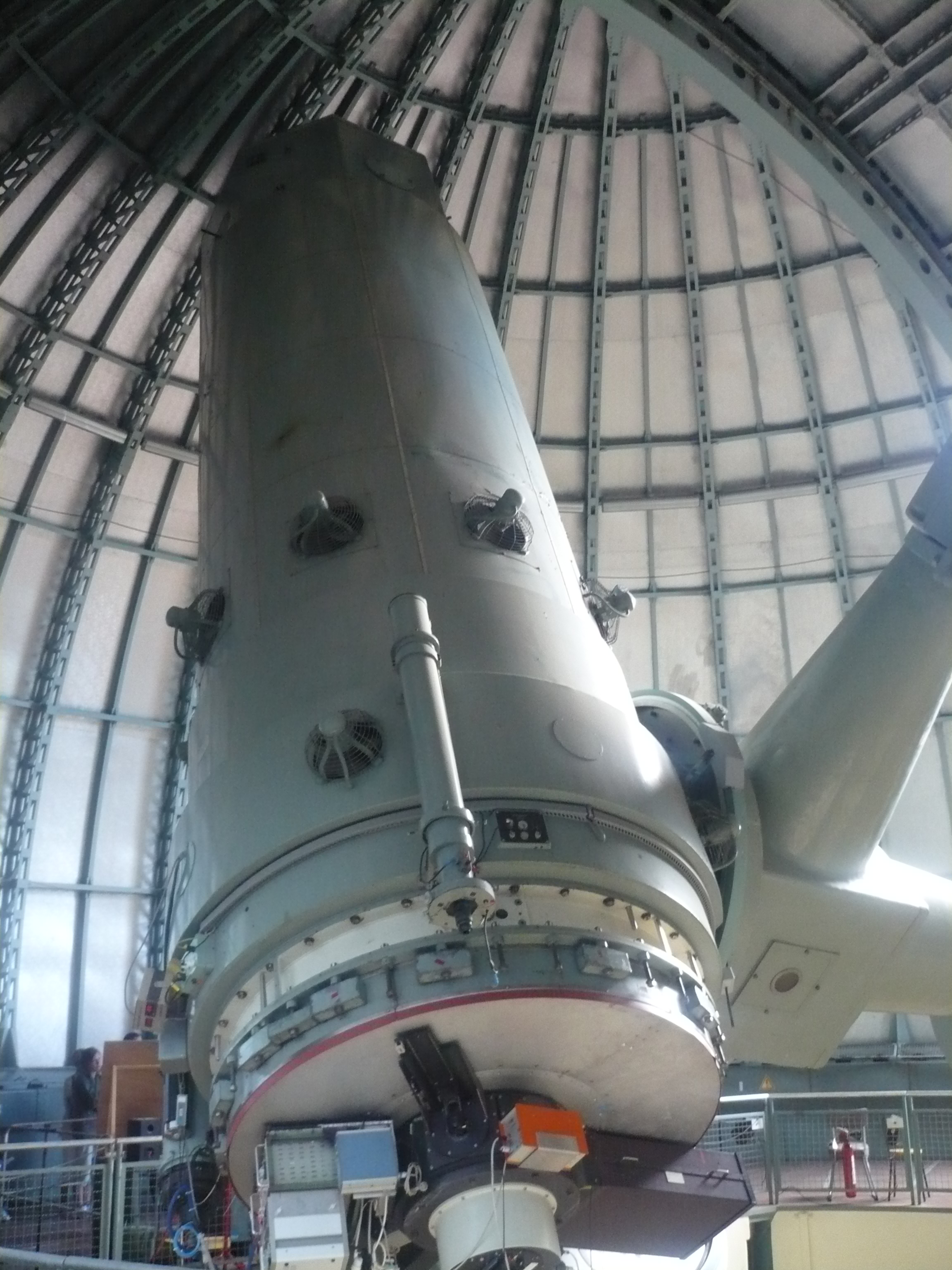
Dalekohled umístěný na observatoři Haute-Provence, který byl používán pro měření radiální rychlosti

Podle SIMBAD byl WASP-13 poprvé pozorován v roce 1997, kdy byl katalogizován astronomy měřením vlastního pohybu hvězd v oblastech oblohy, kde jsou detekovány galaxie. Mezi 27. listopadem 2006 a 1. dubnem 2007 pozoroval dalekohled SuperWASP-North na Kanárských ostrovech  hvězdu WASP-13; analýza dat naznačila, že by na oběžné dráze hvězdy mohla být planeta.
Následná pozorování probíhala týmem britských, španělských, francouzských, švýcarských a amerických astronomů pomocí fotometru na dalekohledu Jamese Gregoryho ve Skotsku; vizuálním srovnáním s blízkou jasnou hvězdou HD 80408 byla lépe definována světelná křivka hvězdy. V kombinaci s měřením spektra WASP-13 pomocí spektrografu SOPHIE échelle na observatoři Haute-Provence ve Francii byla také změřena radiální rychlost hvězdy. Dalekohled Fibre-Fed Echelle Spectrograph na observatoři Nordic Optical Telescope na Kanárských ostrovech shromáždil další měření spektra WASP-13, což astronomům umožnilo určit charakteristiky WASP-13. Použití dat SOPHIE vedlo k objevu planety Cruinlagh v roce 2008; objev planety byl publikován v roce 2009.
Na základě archivu SIMBAD se o WASP-13 psalo v dalších vědeckých deseti pracích mezi objevem a rokem 2010.

## Vlastnosti
WASP-13 je hvězda podobná Slunci spektrální klasifikace G, která se nachází přibližně ve vzdálenosti 230 parseků (750 světelných let ) v souhvězdí Rysa. Se zdánlivou velikostí 10,42 nelze ze Země hvězdu vidět pouhým okem. Efektivní teplota hvězdy na 5 911 K, je o něco teplejší než Slunce a má poloměr 1.58 R ☉, který je také větší, což vede k bolometrické svítivosti 2,731 L☉. Její metalicita je však podobná; je to vidět na tom, že logaritmus koncentrace železa neboli [Fe/H] je přibližně 0. WASP-13 má hmotnost 1,03 M ☉ a logaritmus jeho povrchové gravitace je 4,04 cgs, zatímco rychlost rotace je maximálně 4,9 km/s.
Evoluční stav WASP-13, jak je patrné z jeho pozice v Hertsprungově-Russelově diagramu, znamená, že se hvězda blíží ke konci hlavní posloupnosti. Je tedy velmi blízko vyčerpání vodíku v jádře hvězdy a pomalu se stává podobrem. Srovnání s teoretickými izochrony hvězd s přesně stanoveným věkem je věk pro WASP-13 kolem 5,1 miliard let. Dřívější odhady uváděly vyšší věk, ale s velmi velikou nejistotou.

## Planetární systém
WASP-13 má planetu zvanou Cruinlagh, která obíhá kolem své hostitelské hvězdy ve vzdálenosti 0,0527 AU, neboli přibližně 5,27 procent střední vzdálenosti mezi Zemí a Sluncem. Planeta oběhne hvězdu za 4,35298 dne, neboli přibližně 4 dny a 8,5 hodiny. Odhadovaná  hmotnost planety Cruinlagh je 0,46 hmotnosti Jupitera, zatímco její poloměr je přibližně 1,21krát větší než Jupitera.

## Pojmenování
Hvězda byla označena WASP-13, byla objeveno programem Wide Angle Search for Planets.
V roce 2019 IAU oznámila, že WASP-13 a její planeta WASP-13b dostanou oficiální jména vybraná školními dětmi z Velké Británie. Zvolená jména byla Gloas pro WASP-13 a Cruinlagh pro WASP-13b, v manštině jsou to slova pro „zářit“ a „na oběžné dráze“.